# ایوو آندریچ
ایوو آندریچ (به صربی: Иво Андрић) ‏ (۹ اکتبر ۱۸۹۲–۱۳ مارس ۱۹۷۵) رمان‌نویس کروات بوسنیایی اهل یوگسلاوی بود. او برنده جایزه نوبل ادبیات در سال ۱۹۶۱ است.
آثار او بیشتر به زندگی در بوسنی تحت سلطهٔ عثمانی می‌پردازد.

## کتابشناسی
- اکس پونتو (۱۹۱۸)
- تاریخ بوسنی (وقایع تراویک) (۱۹۴۲)
- پلی بر رودخانه درینا (۱۹۴۵)
- فیل وزیر (۱۹۴۸)
- حیات شیطان (۱۹۵۴)
- خانمی از سارایوو، ترجمه: بهزاد برکت و هرمز ریاحی، نشر پیکان.

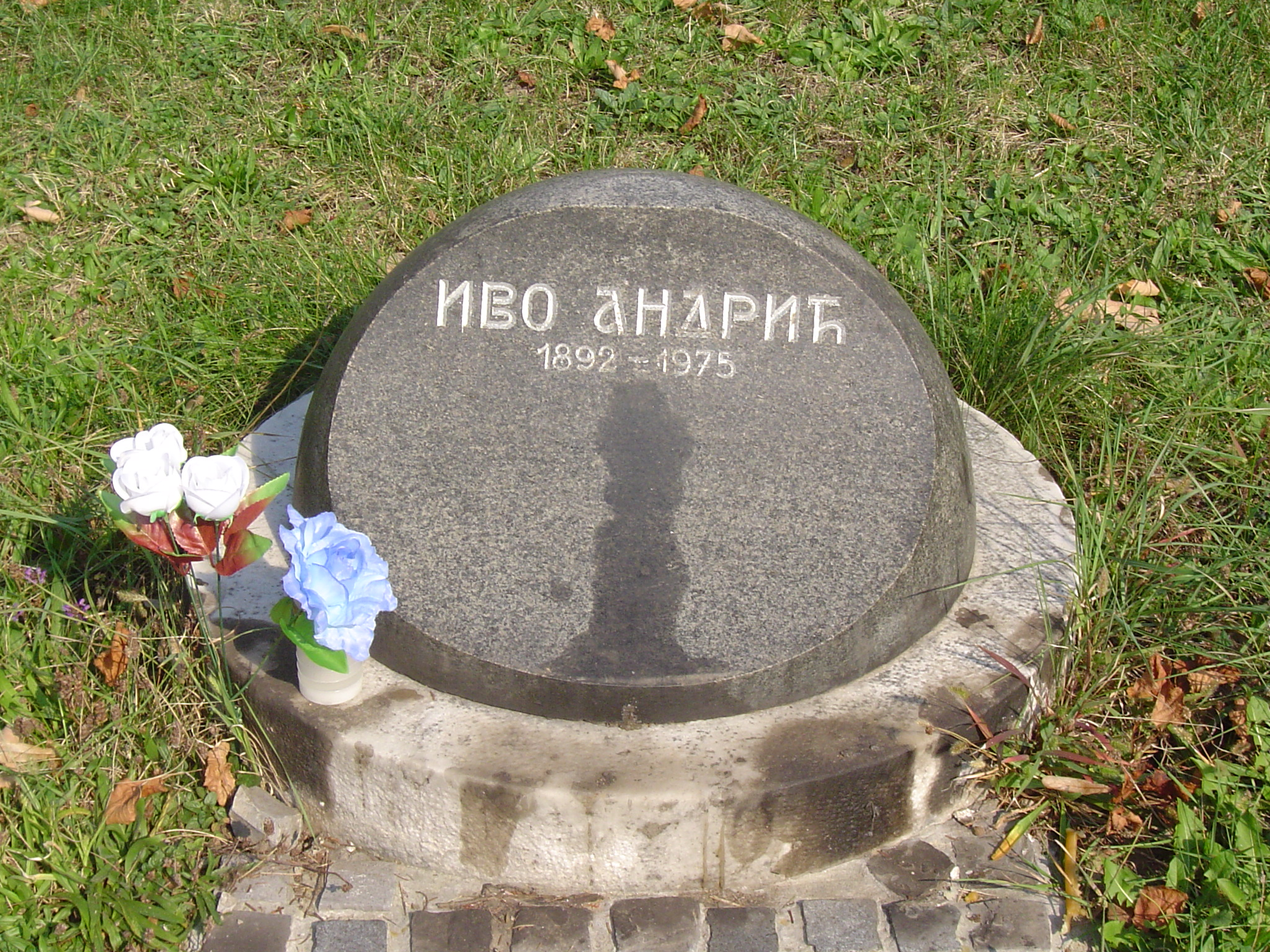

- قصه‌ها
- بیقراری
- زیر درخت اولیس
- دختر خانم

## زندگینامه
ایوو آندریچ در سال ۱۸۹۲ در روستای دولاچ، واقع در نزدیکی تراونیک در بوسنی، متولد شد؛ منطقه‌ای که در آن زمان بخشی از امپراتوری اتریش–مجارستان بود. او دوران کودکی و نوجوانی خود را در بوسنی گذراند و سپس در دانشگاه‌های زاگرب، وین و کراکوف به تحصیل فلسفه پرداخت. با آغاز جنگ جهانی اول و به دلیل فعالیت‌های سیاسی ضدّ اتریشی، دستگیر شد و تحصیلاتش متوقف گردید. پس از جنگ، در سال ۱۹۲۳ موفق به اخذ دکترای ادبیات از دانشگاه گراتس شد و وارد دستگاه دیپلماسی یوگسلاوی گردید. آخرین سمت دیپلماتیک او، معاونت سفیر یوگسلاوی در برلین بود. پس از حمله آلمان به یوگسلاوی در سال ۱۹۴۱، به بلگراد بازگشت و تا پایان عمر در آنجا اقامت داشت.
آندریچ فعالیت ادبی خود را با سرودن شعر آغاز کرد و در سال ۱۹۱۴ در مجموعه‌ای با عنوان «شعر نو جوان کرواسی» حضور داشت. پس از پایان جنگ، دو کتاب نثر با مایه‌های شاعرانه منتشر کرد که یکی از آن‌ها، با عنوان «اضطراب‌ها» در سال ۱۹۱۹، بازتابی از تجربیات شخصی او از دوران جنگ و زندان بود. در سال‌های بعد، تمرکز خود را بر داستان کوتاه گذاشت. نخستین داستان بلند او با عنوان «سفر علیا جرزلز» در سال ۱۹۲۰ منتشر شد. این اثر سرآغاز شیوه‌ای شد که در آن، با بهره‌گیری از فضای بوسنی، به مسائلی جهان‌شمول می‌پرداخت. در سال‌های میان دو جنگ جهانی، سه مجموعه داستان از او منتشر شد.
در دوران جنگ جهانی دوم، در انزوای نسبی، سه رمان مهم خود را نگاشت که همگی در سال ۱۹۴۵ منتشر شدند: «پل بر روی دریینا»، «تاریخچهٔ تراونیک» و «بانوی سارایوو». دو اثر نخست ماهیتی تاریخی داشتند و با زبانی روایت می‌شدند که وجه مشخصه‌ی سبک آندریچ بود: تمرکز بر تاریخ و فرهنگ بوسنی به‌عنوان سرزمینی در تقاطع تمدن‌ها، ادیان و فرهنگ‌های گوناگون. در «بانوی سارایوو» و مجموعه «داستان‌های جدید» که در سال ۱۹۴۸ منتشر شد، به مسائل معاصر، روان‌شناسی طبقه متوسط، تأثیرات جنگ و ساختار اجتماعی نوین پرداخت. رمان «محلهٔ نفرین‌شده» که در سال ۱۹۵۴ منتشر شد، به زندگی یک راهب بوسنیایی فرنسسکن در زندانی در استانبول می‌پردازد. در سال ۱۹۶۰ مجموعه‌ی دیگری با عنوان «چهره‌ها» منتشر کرد و مقاله‌هایی نوشت که یکی از برجسته‌ترین آن‌ها «یادداشت‌هایی دربارهٔ گویا» در سال ۱۹۶۱ بود.

ایوو آندریچ در ۱۳ مارس ۱۹۷۵ در بلگراد درگذشت.